# Keep (vogel)
De keep (Fringilla montifringilla) is een zangvogel uit de familie van de vinkachtigen (Fringillidae).

## Kenmerken
De keep lijkt qua gedrag en formaat sterk op de gewone vink (Fringilla coelebs) maar onderscheidt zich door een witte stuit en minder wit op de staart. De staart is sterker gevorkt dan bij de vink. Het mannetje heeft een oranje borst en schouder en een donkergrijze kop, die in het zomerkleed zwart kleurt.

## Geluid
De naam van de keep is afgeleid van zijn roep: een rauw of raspend nasaal chèèèèèp. De zang is een langgerekt ietwat raspend sjruur, dat in volume toeneemt en weer afnemend, zodat de zang doet denken aan het geluid van een cirkelzaagje.

## Leefwijze
Het voedsel bestaat uit verscheidene oliehoudende en kiemende zaden, vruchten en bessen, knoppen en insecten. De vogel leeft in groepsverband met andere vinkachtigen.

## Voortplanting
Het nest wordt in de bomen of aan de bosrand gebouwd. Het legsel bestaat uit vier tot vijf blauwe tot roodachtig grijze eieren met donkere vlekken.

## Verspreiding en leefgebied
De keep broedt in naald- en berkenwouden in het noorden van Europa en Azië tot aan het schiereiland Kamtsjatka en overwintert in heel Europa en Midden-Azië tot in China.
De keep komt in de wintermaanden in Nederland en België voor en broedt in bergbossen van Fennoscandinavië en verder tot in Oost-Siberië.

## Status
De keep heeft een enorm groot verspreidingsgebied en daardoor alleen al is de kans op uitsterven uiterst gering. De grootte van de populatie wordt geschat op 120 tot 200 miljoen exemplaren. De keep gaat in aantal achteruit. Echter, het tempo ligt onder de 30% in tien jaar (minder dan 3,5% per jaar). Om deze redenen staat de keep als niet bedreigd op de Rode Lijst van de IUCN.

### Voorkomen in Nederland
De keep is een doortrekker en wintergast in soms zeer grote, maar jaar op jaar sterk verschillende aantallen. Deze aantallen nemen sinds 1985 af. Daarnaast is het een schaarse broedvogel. Ieder jaar worden er in de dennenbossen op de zandgronden en op de Waddeneilanden kepen gehoord die zich 's zomers als territorium houdend mannetje gedragen en mogelijk ook broeden (maar vaak ook niet).

Kepen in de winter
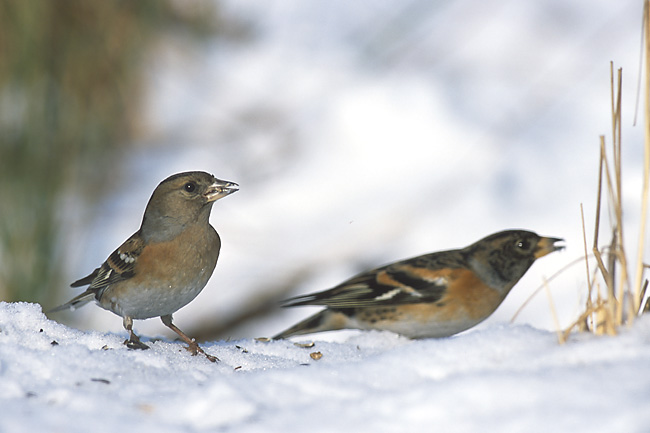
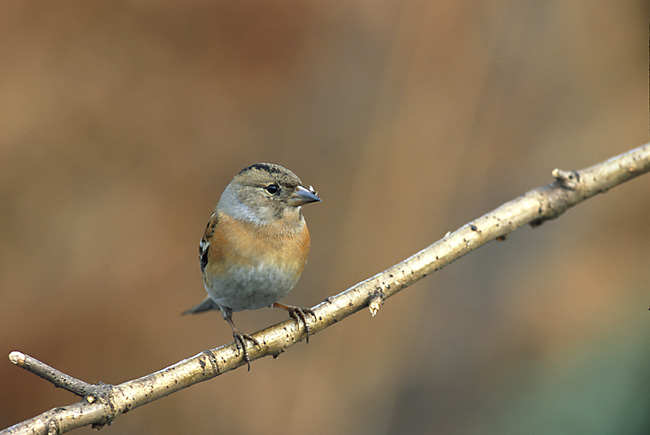
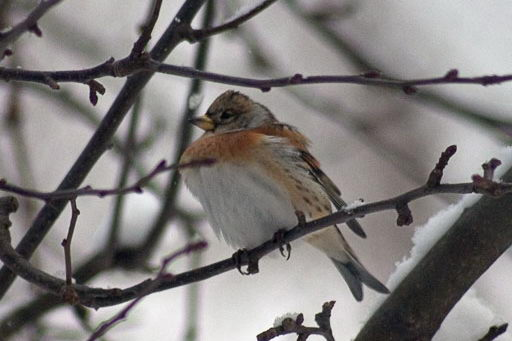

## Video
- Kepen op een voerplek